# Maritsa Iztok
Maritsa Iztok est un bassin minier de lignite. Trois centrales thermiques y utilisent ce combustible. Le tout est situé dans l'obchtina de Galabovo, dans l'oblast de Stara Zagora en Bulgarie.

## Historique

### Maritsa Iztok-2
En 2014, cette centrale thermique a été classée par l'Agence européenne pour l'environnement comme installation industrielle causant les dommages les plus élevés à la santé et à l'environnement parmi l'ensemble de l'Union européenne.